# لورانس تيسون
لورانس تيسون (بالإنجليزية: Lawrence Tyson) هو محامي وسياسي أمريكي، ولد في 4 يوليو 1861 في مقاطعة بيت في الولايات المتحدة، وتوفي في 24 أغسطس 1929 في الولايات المتحدة. حزبياً، نشط في الحزب الديمقراطي. وقد انتخب عضو مجلس نواب تينيسي وانتخب عضو مجلس الشيوخ الأمريكي.